# Santa-Lucia-di-Mercurio
Santa-Lucia-di-Mercurio es una comuna y población de Francia, en la región de Córcega, departamento de Alta Córcega.
Su población en el censo de 1999 era de 69 habitantes.

## Demografía
| 162 | 170 | 104 | 100 | 66 | 69 |
| Para los censos de 1962 a 1999 la población legal corresponde a la población sin duplicidades (Fuente: INSEE [Consultar]) |     |     |     |    |    |